# La Blonde de Pékin
Pour plus de détails, voir Fiche technique et Distribution.
La Blonde de Pékin est un film franco-italo-allemand réalisé par Nicolas Gessner, sorti en 1967.

## Synopsis
Erica Olsen (Mireille Darc) est découverte à Paris, sur un banc, amnésique. On la sent traquée par les services secrets américains, soviétiques et chinois. Est-elle bien cette jeune femme, Erica Olsen, ex-maîtresse d'un savant chinois qui pourrait détenir des secrets atomiques ?
Un jeune photographe des services américains, Marc Garland, est chargé d'éclaircir l'affaire. Il se fait passer pour le mari de la jeune femme et découvre que cette « Blonde de Pékin » n'a rien d'une espionne mais qu'elle détient un « raisin bleu », saphir de grande valeur. Garland décide de s'en emparer. Les Chinois, décidés à supprimer Erica, font assassiner par erreur son infirmière et le bruit court, dans tous les services secrets, que la « Blonde de Pékin » a cessé de vivre. Mais elle est bien vivante, retrouve sa mémoire pour apprendre à son faux mari qu'elle n'est pas Erica mais sa sœur Christine. La vraie Erica est à Pékin ; c'est elle qui a le saphir. Garland et sa complice convoitent ce "raisin bleu". Le couple débarque à Hong-Kong et, au moment où ils retrouvent la vraie Erica sur une jonque, surgissent les agents russes et les agents chinois. Mitraillage,  Erica s'écroule ; de son pendentif, s'échappe au sol le saphir que Garland récupère. Christine, capturée entretemps par les Chinois, est finalement échangée contre le "Raisin bleu". Mais, elle a pu s'emparer d'un carnet de plus grande valeur que le saphir : les plans d'une fusée chinoise ! Le film s'achève sur la fausse Erica et son faux mari, partant tous deux vers d'autres aventures.

## Fiche technique
- Titre : La Blonde de Pékin
- Réalisation : Nicolas Gessner, assisté de Claude Vital et Michel Lang
- Scénario : Nicolas Gessner et Marc Behm, d'après le roman de James Hadley Chase
- Adaptation : Jacques Vilfrid
- Son : Joseph Giaume
- Décors : Georges Petitot
- Images : Claude Lecomte
- Photographe de plateau : Yves Mirkine
- Montage : Jean-Michel Gauthier
- Musique : François de Roubaix
- Sociétés de production : Les Films Copernic (Paris), Clesi Compagnia (Rome), Hans Eckelkamp (Berlin)
- Pays d'origine :  France |  Italie |  Allemagne de l'Ouest
- Genre : Aventure et comédie dramatique
- Durée : 95 minutes
- Format Dyaliscope Estmancolor
- Dates de sortie :
  - Italie : 25 août 1967
  - Allemagne de l'Ouest : 6 octobre 1967
  - Suisse romande : 12 octobre 1967
  - France : 3 janvier 1968
- Affiche : Jouineau Bourduge (France)

## Distribution
- Mireille Darc : Erica Olsen / Christine
- Giorgia Moll : Jinny / infirmière Peggy
- Claudio Brook : Garland / Gandler
- Edward G. Robinson : Douglas
- Pascale Roberts : Monica
- Carl Studer : capitaine Hardy
- Jean-Jacques Delbo : Olsen
- Yves Elliot : Jackson
- Valéry Inkijinoff : Fang O Kung
- Joe Warfield : docteur
- Tiny Yong : Yen Hay Sun
- Philippe March : Bijoutier
- Françoise Brion : Erika Olsen #2
- Hellmut Lange (en) (VF : Charles Millot) : Malik
- Werner Schwier (en) : Smernoff
- Anne-Marie Blanc : Merna
- Mario Hindermann : Kordak
- Evelyne Greter : Elsa